# Miss Acre 2014
Miss Acre 2014 foi a 53ª edição do concurso de beleza feminino que escolhe a melhor candidata acreana para representar seu Estado e cultura no Miss Brasil 2014. A cerimônia foi realizada em frente ao cartão postal da capital do Estado, o Palácio Rio Branco. Participaram da festa dez candidatas, todas naturalmente da capital. Ficou por conta do casal Mila Miranda e Gerson Rondon comandarem o evento, ao som da jovem DJ Cláudia Bartholo. Raíssa Campelo, Miss Acre 2013, coroou sua sucessora ao título no final do certame, que ocorreu com uma hora de atraso devido a forte chuva que atingia o local no dia 8 de junho daquele ano.

## Resultados

### Colocações
| Posição   | Município e Candidata             |
| Miss Acre | - Rio Branco - Iasmyne Sampaio    |
| 2º. Lugar | - Rio Branco - Tatyellem Mendonça |
| 3º. Lugar | - Rio Branco - Maria Luz Damásia  |
| 4º. Lugar | - Rio Branco - Kailane Amorim     |
| 5º. Lugar | - Rio Branco - Brenda Folhadela   |

### Prêmio Especial
- O concurso distribuiu o seguinte prêmio este ano: [3]

| Prêmio        | Candidata                    |
| Miss Simpatia | - Rio Branco - Amanda Araújo |

## Candidatas
Disputaram o título este ano: 
- Rio Branco - Amanda Araújo

- Rio Branco - Brenda Folhadela

- Rio Branco - Giovanna Carvalho

- Rio Branco - Iasmyne Sampaio

- Rio Branco - Kailane Amorim

- Rio Branco - Patricia Cavalcante

- Rio Branco - Sayonara Dias

- Rio Branco - Tatyellem Mendonça

- Rio Branco - Maria Luz Damásia

- Rio Branco - Aline Souza

## Ver Também
- Miss Acre 2013

- Miss Acre 2015